# رینیر (واشینگتن)
رینیر (به انگلیسی: Rainier) شهری در شهرستان ترستن، ایالت واشنگتن است که در سرشماری سال ۲۰۱۰ میلادی، ۱۷۹۴ نفر جمعیت داشته است. 